# Daybreak – Időbe zárva
A Daybreak – Időbe zárva (eredeti cím: Day Break) 2006-ban készült amerikai filmsorozat. Összesen 13 rész élt meg. A sorozat főszereplője Brett Hopper nyomozó (Taye Diggs), akit Alberto Garza helyettes államügyész meggyilkolásával vádolnak. Másnap reggel veszi észre, hogy egy időhurokban ragadt és ugyanazt a napot éli át újra és újra. A sorozat a rejtélyes gyilkosság megoldása körül forog.
A sorozatot az ABC sugározta, azonban a gyorsan csökkenő érdeklődés miatt 6 rész után levette a műsorról. A további 7 epizód később elérhető vált online az ABC.com oldalon.
2008. március 16-án a TV One elkezde leadni a már sugárzott első hat epizódot, majd április 20-án folytatódott a hetedik, még soha nem látott epizóddal. A 13. és egyben sorozatzáró rész 2008. június 8-án ment le a csatornán. Magyarországon először az AXN mutatta be 2007. november 25-én, majd 2009. január 4-én az RTL Klub is műsorra tűzte.

## Cselekmény
Los Angeles-i Brett Hopper nyomozó ugyanazon az ismétlődő napon ragadt, melyben a helyettes kerületi ügyész, Alberto Garza meggyilkolásával vádolják. Minden nap megpróbálja feltárni a gyilkosság nyomait, melyek segítségére lehetnek az ártatlansága bizonyításában.  Egy nagy összeesküvés bújik meg a háttérben, ezért még Hopper családtagja sincsenek biztonságban. Minden döntése más-más problémákhoz vezet. Megpróbál különböző taktikákkal harcolni, vagy éppen menekülni a gyilkosság vádjai elől.
Egy másik férfi azt állítja, hogy ő is megismétli ugyanazt a napot, mint Hopper, de tettei ritkán befolyásolják a nyomozó napját.
Brett minden nap 06:17 órakor ébred fel. Egy epizódban több alternatív napot is láthatunk.
Csak Hopper nyomozó emlékszik az előző nap eseményeire, és csak az ő sérülése maradnak meg.
Ha sikerül megoldania egy-egy problémát, az a következő részekben már nem okoz neki galibát, a hozzá kapcsolódó események megváltozhatnak. 
A nyomozó minden félresikerült nap után bízik abban, hogy nem jön el a holnap és még ki tudja javítania a hibáit.

## Szereplők

### Főszereplők
- Brett Hopper (Taye Diggs), a sorozat főszereplője. Ő egy nyomozó, akit egy helyettes államügyész meggyilkolásával vádolnak.
- Rita Shelten (Hold Bloodgood), Brett barátnője.
- Jennifer Mathis (Meta Golding), Brett húga, iskolai tanár.
- Andrea Battle (Victoria Pratt), Brett jelenlegi partnere.
- Damien Ortiz (Ramón Rodríguez), Brett informátora.
- Chad Shelten (Adam Baldwin), Brett korábbi partnere és Rita exférje.

### Mellékszereplők
- Armen D. Spivak (Mitch Pileggi), nyomozó.
- Christopher Choi (Ian Anthony Dale), nyomozó.
- Fencik (Joe Nieves), megfigyelő és végrehajtó.
- Buchalter (Michael McGrady) megfigyelő és végrehajtó.
- Nick Vukovic (Jim Beaver), nyugdíjas rendőr, Brett apjának volt partnere.
- Randall Mathis (Don Franklin), iskola igazgató, Jennifer férje.
- Nathan Baxter (Michael B. Silver), ügyvéd.
- Margot Clarke (Bahar Soomekh), Nitzberg bíró titkárnője.
- Conrad Detweiler (Jonathan Banks), megfigyelő és végrehajtó.
- Eddie Reyes (Nestor Carbonell), Andrea szeretője, volt rendőr.
- Tobias Booth (John Getz), városi tanácsos.
- Luis Torres (Raymond Cruz), Booth jobbkeze.
- Danny Yan/"Slim" (Eric Steinberg), kábítószer-kereskedő.
- Barry Colburn (John Rubinstein), védőügyvéd.
- Jared Pryor (Clayton Rohner), saját bevallása szerint ő is az időhurokban ragadt.
- Mrs. Garza (Marlene Forte), Alberto Garza felesége.

## Epizódok
* = Premier az ABC.com oldalon
^ = televíziós premier a TV One csatornán
| #   | Eredeti cím                   | Magyar cím                  | Író                                | Rendező               | Eredeti premier                        | Tartalom |  |
| --- | ----------------------------- | --------------------------- | ---------------------------------- | --------------------- | -------------------------------------- | --- |  |
|     |                               |                             |                                    |                       |                                        | |  |
| 1.  | Pilot                         | A leghosszabb nap           | Paul Zbyszewski                    | Rob Bowman            | 2006. november 15.                     | Amikor a Brett Hopper nyomozó reggel felébredt, azt hitte, ez is egy normális nap lesz, mint bármelyik másik. Azonban gyorsan rájön, hogy őt vádolják a helyettes kerületi ügyész Alberto Garza meggyilkolásával. Szilárd alibije van, de senki sem hisz neki. Másnap reggel, amikor felébred, rájön, hogy újraéli ugyanazt a napot, és hogy nemcsak ő, de szerettei is veszélyben van. |  |
|     |                               |                             |                                    |                       |                                        | |  |
| 2.  | What If They Run              | Ha menekülnének             | Paul Zbyszewski                    | Rob Bowman            | 2006. november 15.                     | Brett úgy dönt, hogy Ritával együtt megpróbál elmenekülni a városból, hogy elkerülje a gyilkossággal kapcsolatos eseményeket. De hamarosan felfedezi, hogy döntései következményekkel járnak. |  |
|     |                               |                             |                                    |                       |                                        | |  |
| 3.  | What If He Lets Her Go        | Ha a lány nélkül menne      | Steven Maeda                       | Rob Bowman            | 2006. november 22.                     | Hopper megtudja, hogy valaki hozzá közelálló is részt vett a Garza-gyilkosságban. Közben néhány nyomot is talál, melyek segítenek abban, hogy Hopper végre a nap végére érjen. |  |
|     |                               |                             |                                    |                       |                                        | |  |
| 4.  | What If He Can Change the Day | Talán ma más lesz ez a nap  | Henry Alonso Myers                 | Frederick King Keller | 2006. november 29.                     | Miközben próbálja kideríteni ki akar neki ártani, Hopper rájön, hogy a partnerét, Andreát, a belső vizsgálattal zsarolják. |  |
|     |                               |                             |                                    |                       |                                        | |  |
| 5.  | What If They're Stuck         | Talán, ha ott ragadnak      | David Graziano                     | Dwight H. Little      | 2006. december 6.                      | Brett bizonyítani akarja ártatlanságát, felkeresi munkahelyét két egymást követő napon is, hogy megkeressen egy korábbi gyilkosságról szóló aktát. Azonban nem megy minden a terv szerint, a második alkalommal túszt is ejt a siker érdekében. |  |
|     |                               |                             |                                    |                       |                                        | |  |
| 6.  | What If They Find Him         | Talán, ha megtalálják őt    | Charles Murray                     | Rob Bowman            | 2006. december 13.                     | Hopper egy jelentős Garza-gyilkossággal összefüggésbe hozható személy után nyomoz. Továbbra is figyelnie kell a következményekre, mert lehet, hogy a legrosszabb módon fognak visszaütni. |  |
|     |                               |                             |                                    |                       |                                        | |  |
| 7.  | What If He's Not Alone        | Talán, ha nincs egyedül     | Jeffrey Bell Steven Maeda          | Andy Wolk             | 2007. január 29. * 2008. április 20. ^ | Hopper azt hiszi talált egy másik férfit, aki szintén újraéli a napokat. Közben tovább nyomoz a gyilkosság megoldásához. |  |
|     |                               |                             |                                    |                       |                                        | |  |
| 8.  | What If She's Lying           | Talán, ha a nő hazudik      | Paul Zbyszewski Henry Alonso Myers | Bryan Spicer          | 2007. január 29. * 2008. április 27. ^ | Hopper úgy véli, hogy húga, Jennifer is rész vesz valahogy az ügyben és rejteget előle valamit. Annak érdekében, hogy megtudja, mit fél neki bevallani, látogatást tesz az anyjánál. Az apja régi rendőrségi iratait keresi, hogy megtalálja a kapcsolatot. |  |
|     |                               |                             |                                    |                       |                                        | |  |
| 9.  | What If They're Connected     | Talán, ha minden összefügg  | Angela Russo John Hlavin           | Rob Bowman            | 2007. január 29. * 2008. május 4. ^    | Hopper felfedezi, hogy egy esetleges háború két rivális banda között is hozzáköthető Garza megöléséhez. Közben látogatást tesz a gyilkosság helyszínén, és elkezdi összerakni az eddig megkapott információk alapján, akik ölték meg valójában a helyettes kerületi ügyészt. |  |
|     |                               |                             |                                    |                       |                                        | |  |
| 10. | What If He's Free             | Talán, ha szabad lesz       | David Graziano Charles Murray      | Elodie Keene          | 2007. január 29. * 2008. május 11. ^   | Hopper végre leleplezi a gyilkost és reméli, hogy ez elég lesz ahhoz, hogy a holnap eljöjjön. |  |
|     |                               |                             |                                    |                       |                                        | |  |
| 11. | What If He Walks Away         | Talán, ha szabadon elmehet  | Jenny Lynn                         | Bryan Spicer          | 2007. február 4. * 2008. május 18. ^   | Hopper próbálja Ritát távol tartani az eseményektől, de ez negatív következményekkel jár. Közben ráeszmél, hogy valaki, akiben megbízik, elárulta őt. |  |
|     |                               |                             |                                    |                       |                                        | |  |
| 12. | What If She's the Key         | Talán, ha a lány a megoldás | Jeffrey Bell Paul Zbyszewski       | David Von Ancken      | 2007. február 12. * 2008. június 1. ^  | Hopper rájön, hogy Rita egy titkot rejteget előle, melynek kulcsfontosságú szerepe van. |  |
|     |                               |                             |                                    |                       |                                        | |  |
| 13. | What If It's Him              | Talán, ha kiderül ki volt   | Paul Zbyszewski Jeffrey Bell       | Rob Bowman            | 2007. március 2. * 2008. június 8. ^   | Hopper kiderít mindent, összerakja az ügy darabkáit és reméli, hogy most már tényleg vége lesz a napnak. |  |
|     |                               |                             |                                    |                       |                                        | |  |

## Fordítás
- Ez a szócikk részben vagy egészben  a   Day Break című angol Wikipédia-szócikk fordításán alapul.  Az eredeti cikk szerkesztőit annak laptörténete sorolja fel. Ez a jelzés csupán a megfogalmazás eredetét és a szerzői jogokat jelzi, nem szolgál a cikkben szereplő információk forrásmegjelöléseként.